# Schalkbeeld

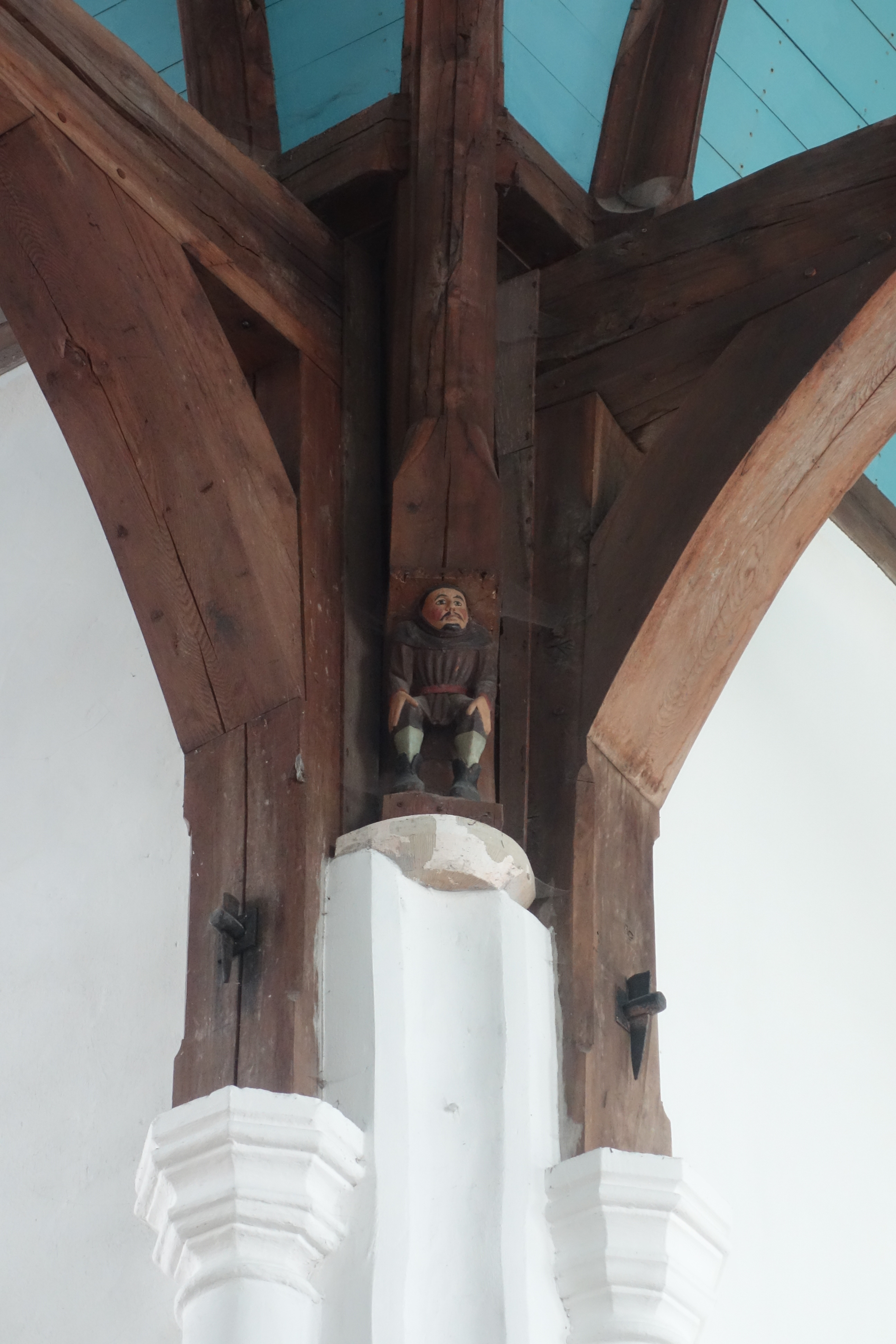
Een schalkbeeld in de Grote kerk van Oosthuizen

Een schalkbeeld is een beeld dat als dragend onderdeel van een balk in een kerk dienst kan doen. Schalkbeelden zijn voortzettingen van onbewerkte schalken, halfronde zuilen die onder andere het gewelf dragen. Vanaf de 13e of 14e eeuw werden de schalken bewerkt. De schalk is een verticaal deel van de constructie die de kap draagt. Vergelijkbare beelden zijn de beelden die uit de schragen gesneden werden.
In sommige gevallen gaat het om ingekraste figuren, maar later werden dit ook beelden in hoogreliëf. Schalkbeelden werden hoofdzakelijk tussen de 14e en 16e eeuw aangebracht. In de gotiek werd het schalkbeeld meer een ornament, in plaats van een bouwkundig onderdeel van de kerk.
Schalkbeelden kunnen op verschillende plekken aangebracht worden. In een kruiskerk doorgaans in de kruising. Bij een hallenkerk zijn er meer plekken en bij een zaalkerk werden ze onder andere in het koor of het apsis geplaatst.
De Oude Kerk in Amsterdam heeft er mogelijk 50 gehad. Anno 2004 waren er nog 37. Een aantal van de beelden maken onderdeel uit van de schalk en zijn daarmee dragend, een aantal anderen zijn puur decoratief. Enkele van de beelden stellen heiligen of een profeet voor, maar ook burgers en fantasiefiguren komen voor.
Ook de beelden die in de hervormde kerk van Venhuizen stonden waren gedeeltelijk dragend en gedeeltelijk puur decoratief. De beelden in deze kerk waren heiligen (Emerentia, patroonheilige van de kerk toen deze nog katholiek was, Lucas, de evangelist Johannes en Johannes de Doper) die onder een baldakijn stonden. In de koorsluiting stond Maria met het Kind, te midden van de Drie Koningen. Reeds voor de brand in deze kerk (2003) ontbrak een van de koningen, door de brand zijn de beelden geheel verloren gegaan.

## Kerken met (resten van) schalkbeelden
Hieronder een incompleet overzicht van kerken die schalkbeelden hebben of hebben gehad:
- Grote of Sint-Laurenskerk in Alkmaar
- Oude Kerk in Amsterdam
- Sint Olofskapel in Amsterdam
- Waalse kerk in Delft
- Bakenesserkerk in Haarlem
- Oosterkerk in Hoorn
- Hervormde kerk in Ilpendam
- Grote- of Sint-Nicolaaskerk in Oosthuizen
- Nederlands Hervormde Kerk in Venhuizen
- Hervormde kerk in Zwaag

## Afbeeldingen

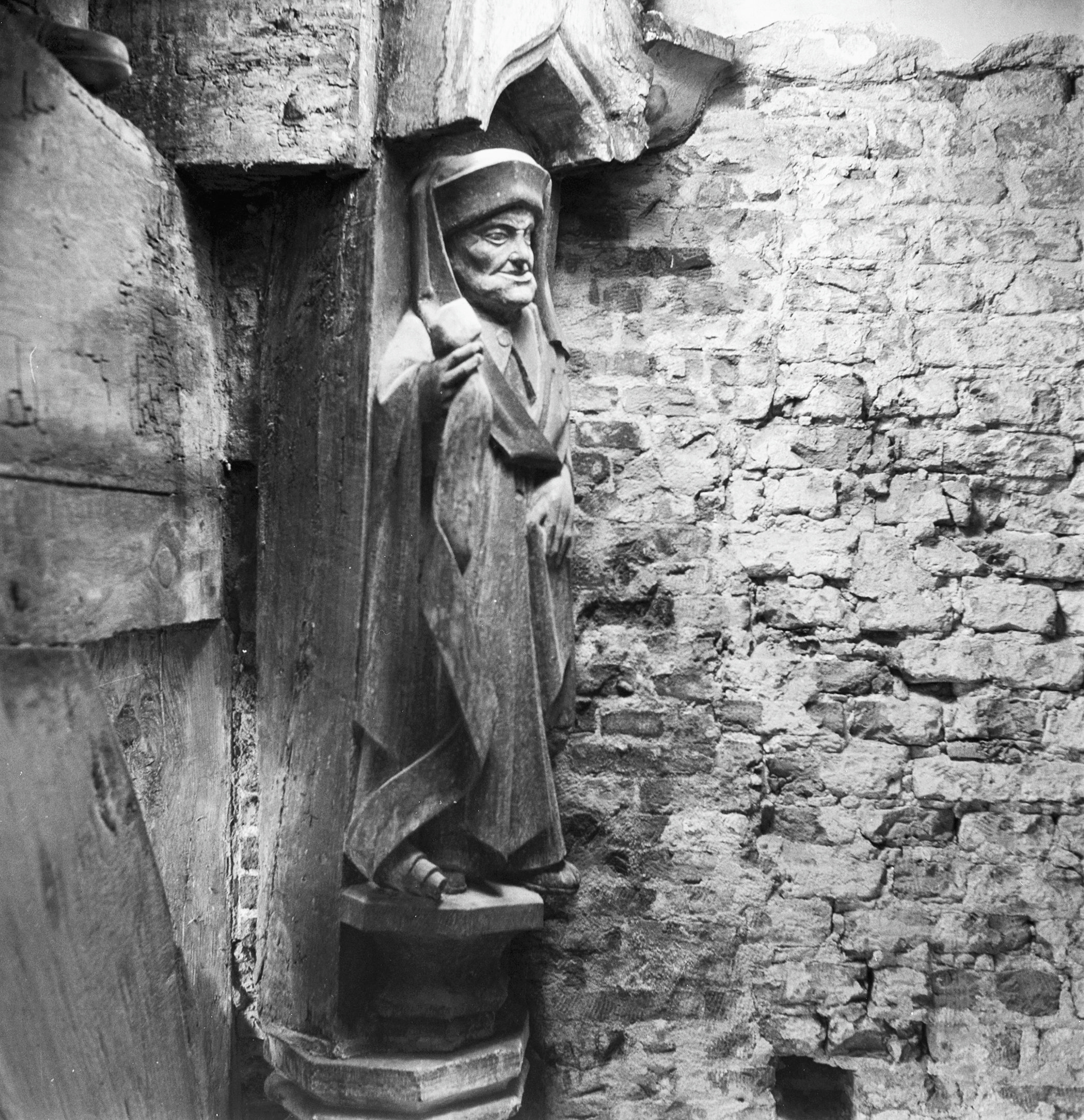
Beeld in de Hamburgerkapel in de Oude Kerk in Amsterdam
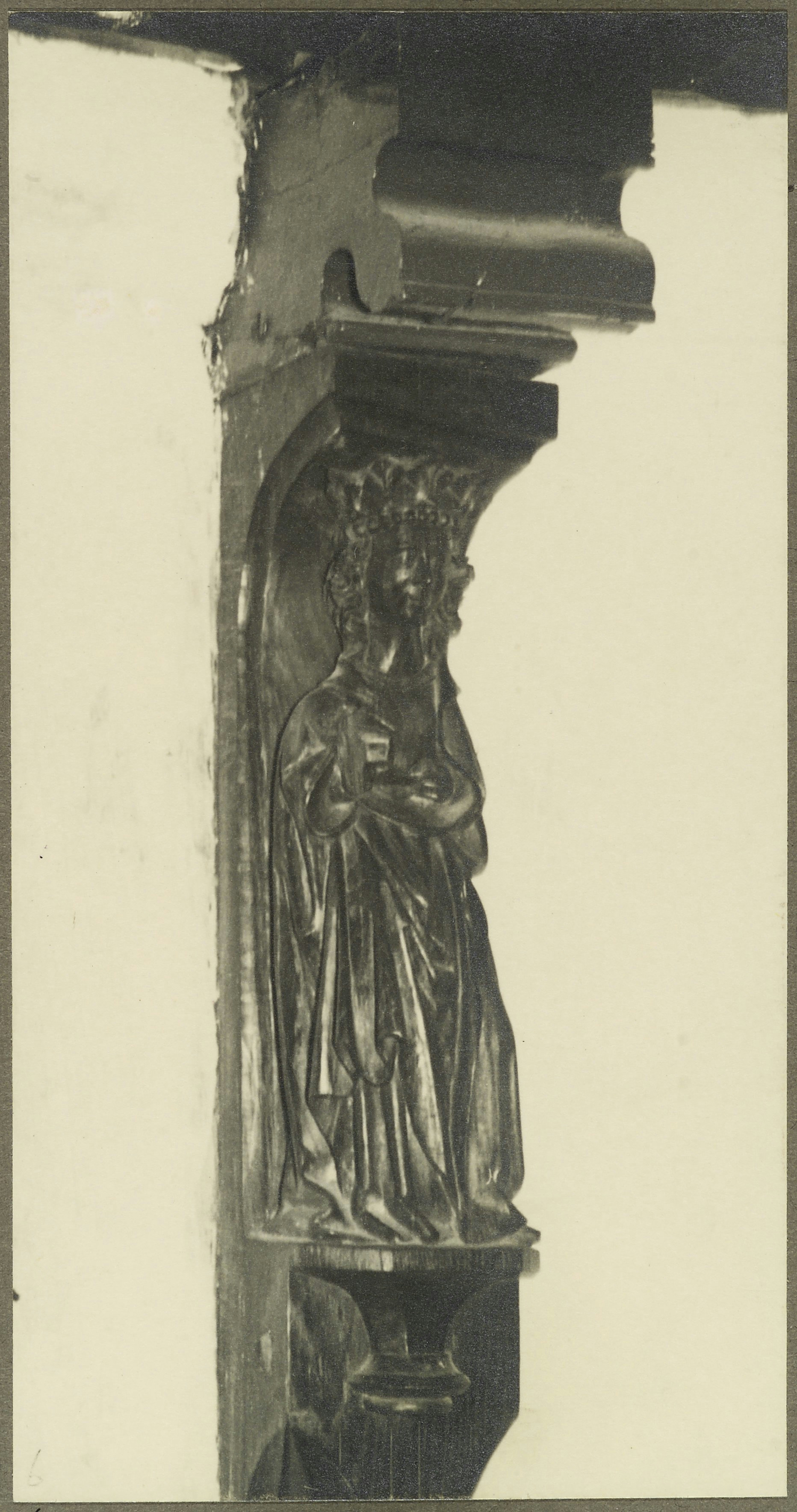
Een gesneden heiligenbeeld onder het gewelf in de Bakenesserkerk
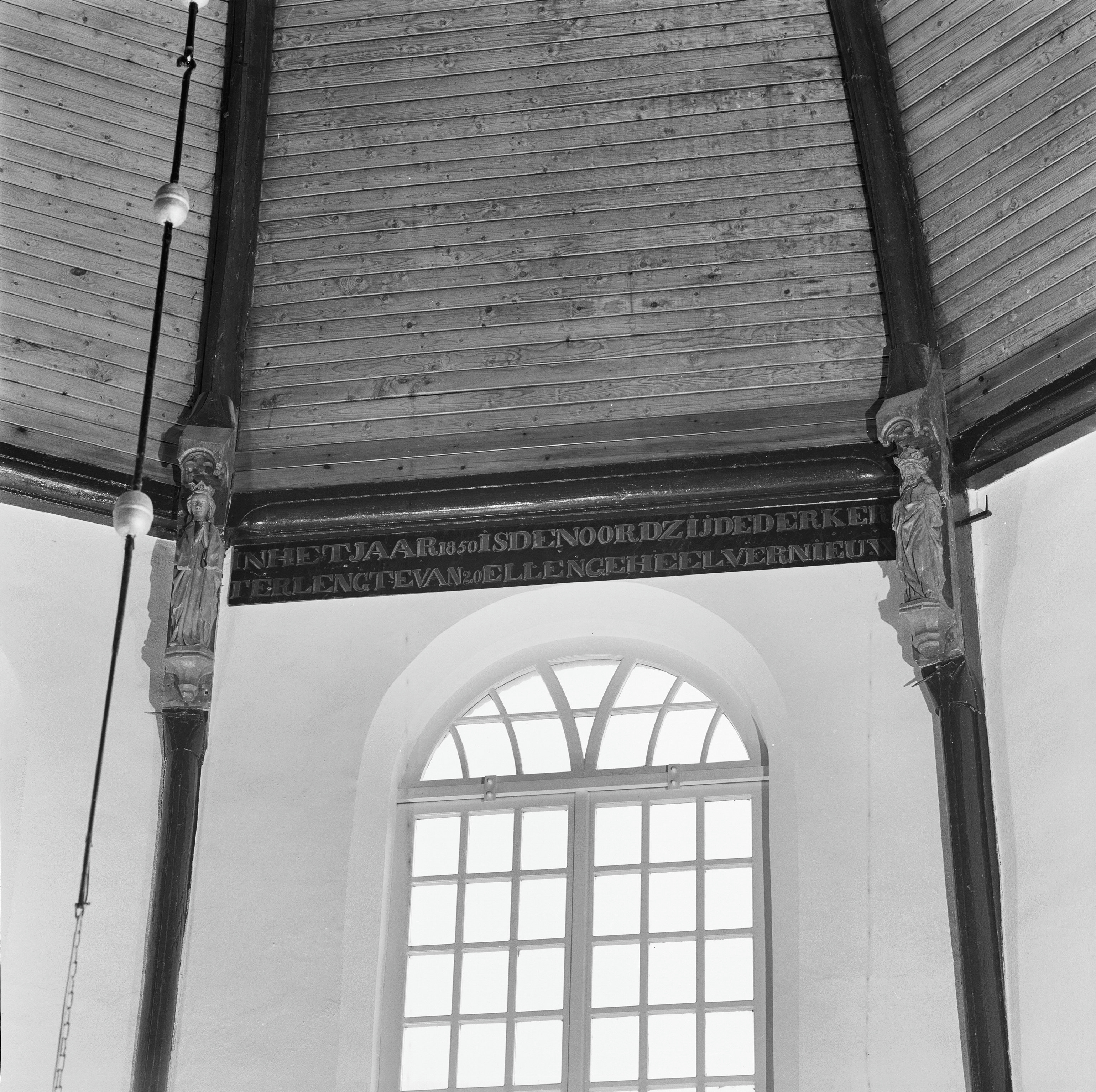
Twee schalkbeelden in de vorm van apostelen in het koor van de hervormde kerk in Ilpendam
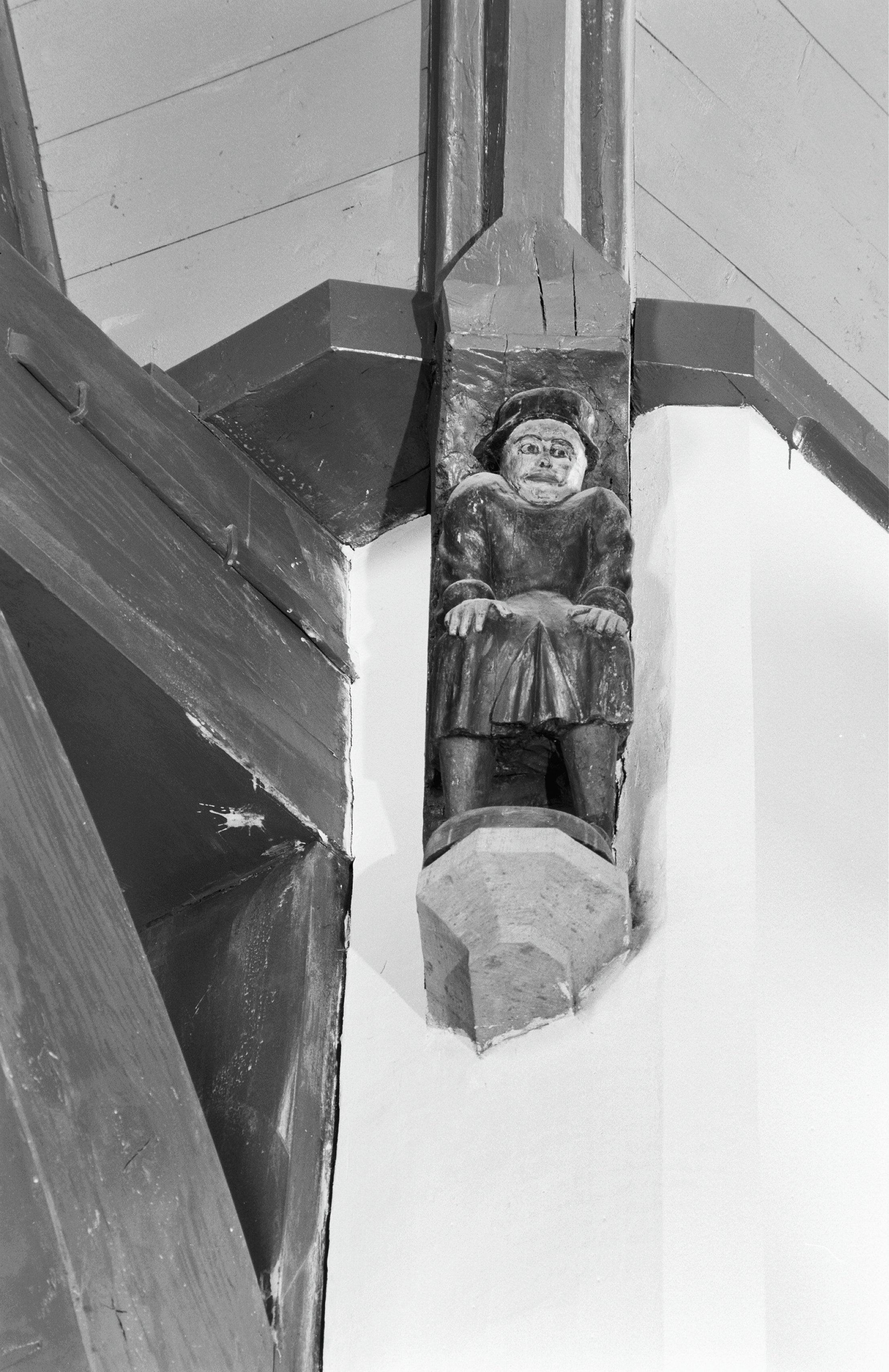
Een van de schalkbeelden in de kerk van Schellinkhout
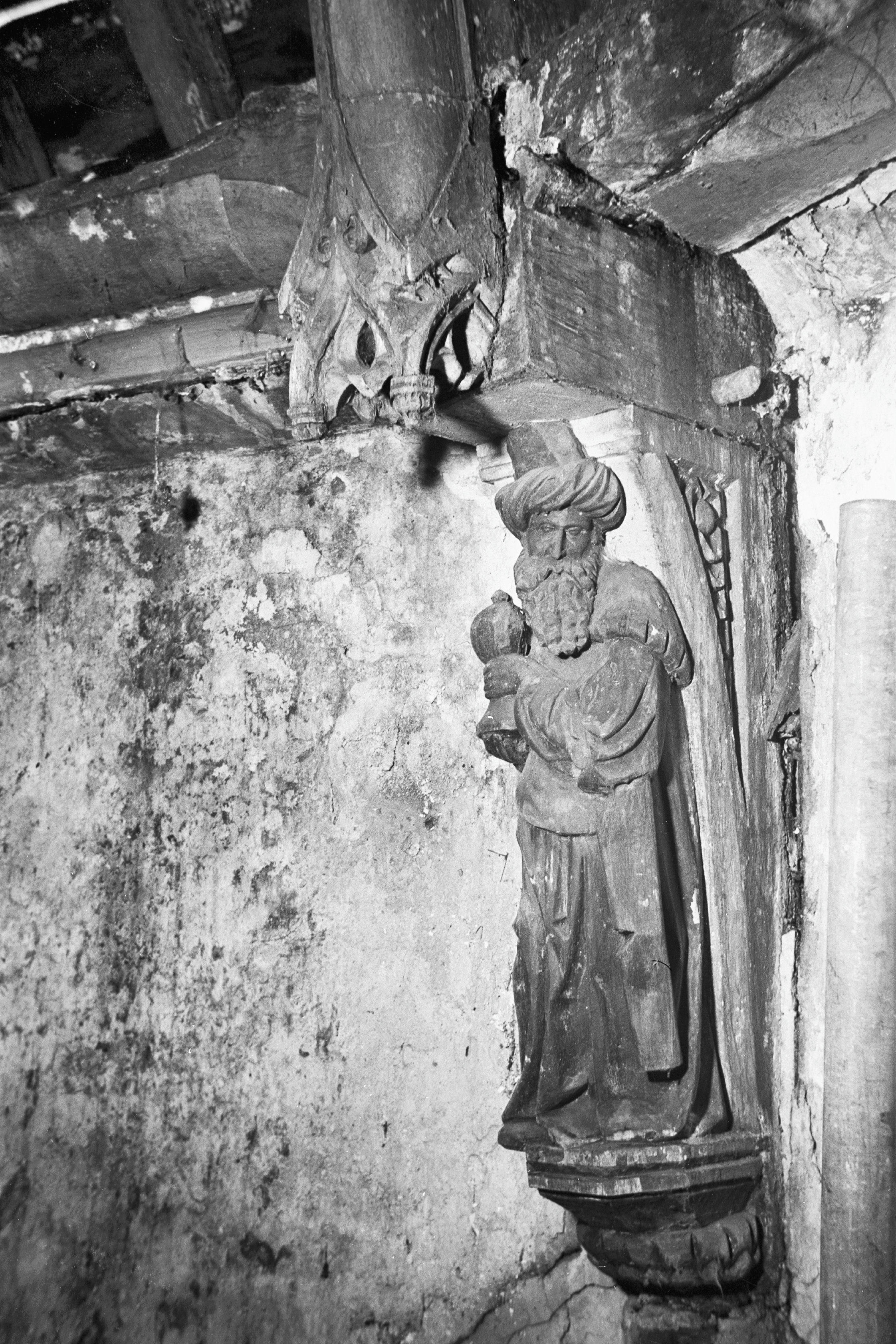
Een van de koningen met een baldakijn boven zijn hoofd en een geschenk in zijn handen.